# Fontaniva
Fontaniva is een gemeente in de Italiaanse provincie Padua (regio Veneto) en telt 7630 inwoners (31-12-2004). De oppervlakte bedraagt 20,6 km², de bevolkingsdichtheid is 370 inwoners per km².
De volgende frazioni maken deel uit van de gemeente: Casoni, Fontanivetta, Fratta, San Giorgio in Brenta.

## Demografie
Fontaniva telt ongeveer 2670 huishoudens. Het aantal inwoners steeg in de periode 1991-2001 met 1,8% volgens cijfers uit de tienjaarlijkse volkstellingen van ISTAT.
| Jaar | Inwoneraantal |
| ---- | ------------- |
| 1991 | 7329          |
| 2001 | 7460          |

## Geografie
De gemeente ligt op ongeveer 45 m boven zeeniveau.
Fontaniva grenst aan de volgende gemeenten: Carmignano di Brenta, Cittadella, Grantorto, San Giorgio in Bosco.

## Sport
Fontaniva was op 10 juli 1999 start- en finishplaats van de elfde etappe van de Giro Donne. De rit over 115 kilometer werd gewonnen door de Italiaanse Sonia Rocca.

## Geboren
- Tarcisio Serena (1962), voetbalscheidsrechter

## Partnersteden
- Bartin (Turkije), sinds 2005
- Amasra (Turkije), sinds 2005